# Irrhain

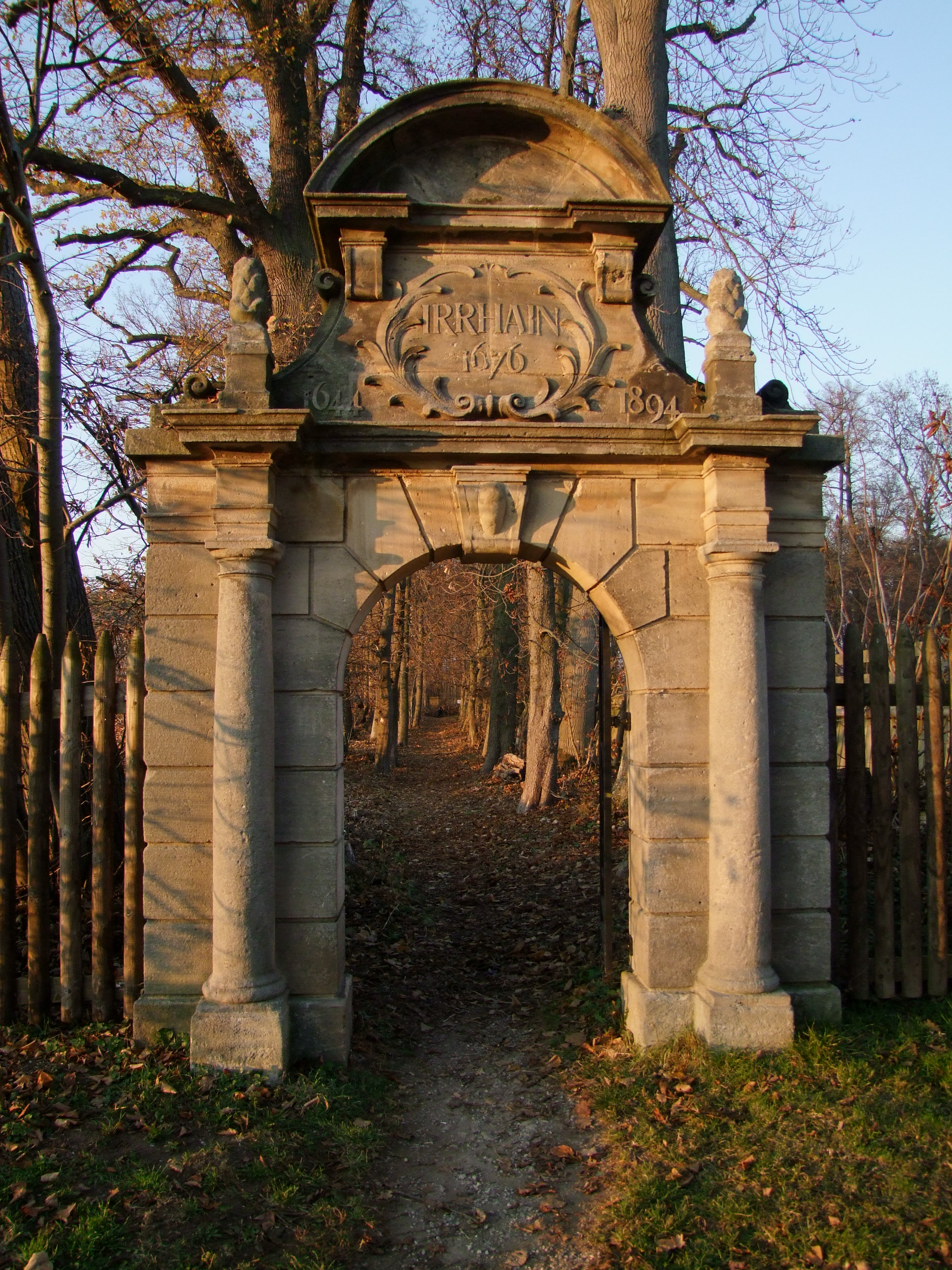
Eingangstor zum Irrhain (Nov. 2011)

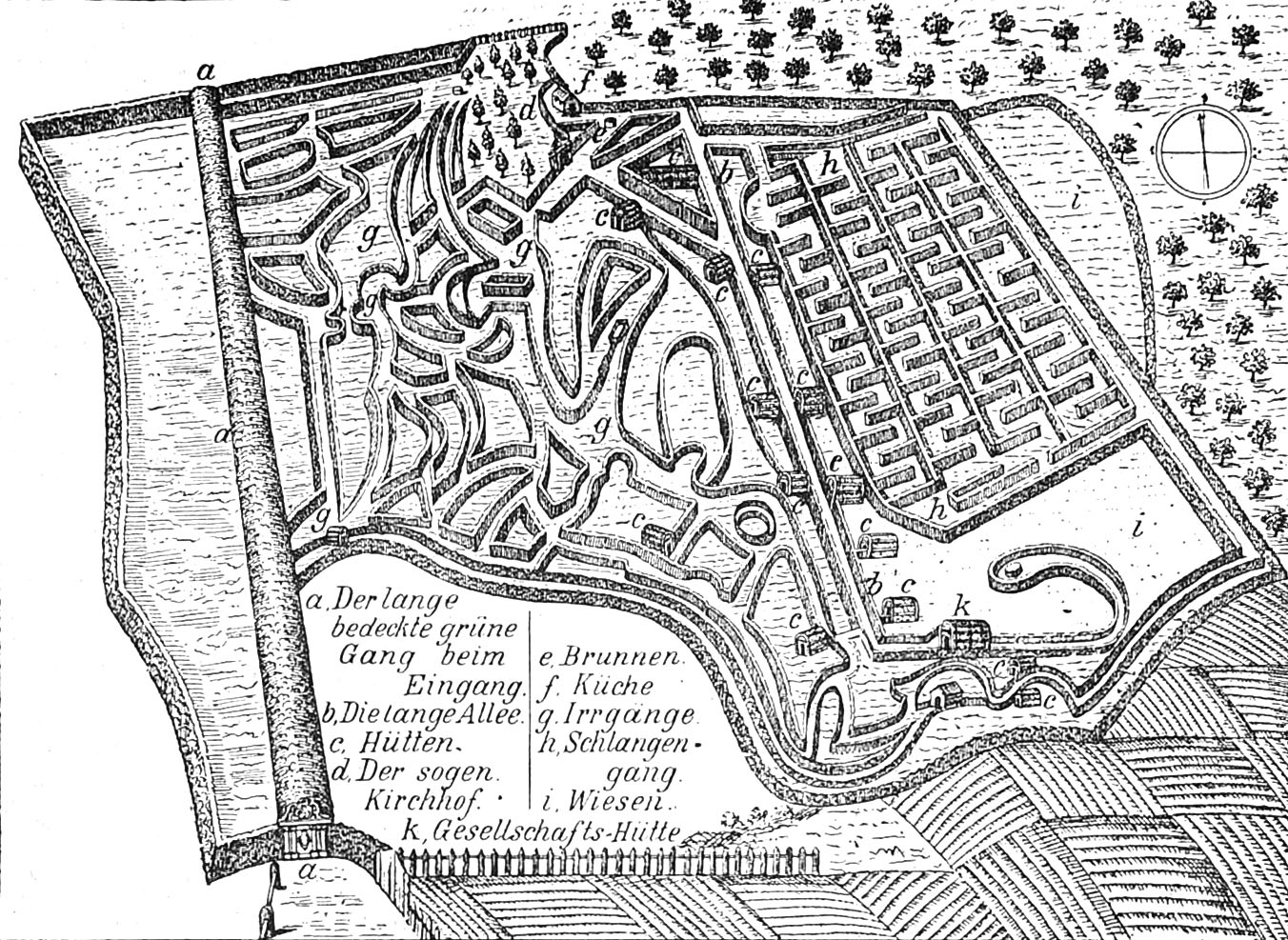
Der Irrhain bei seiner Anlage 1676

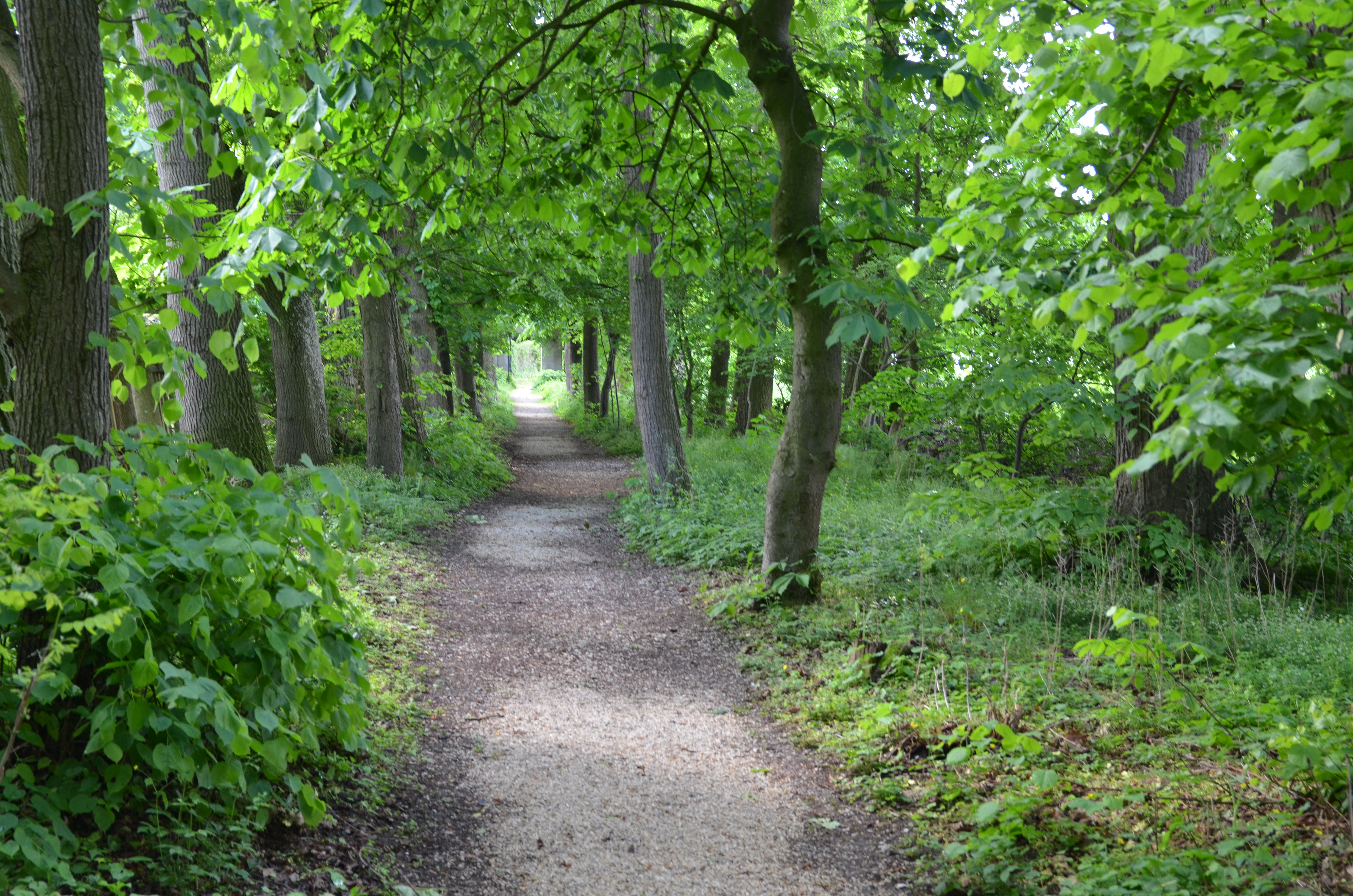
Irrhain

Der bei Kraftshof (Kraftshofer Forst) in der Nähe von Nürnberg gelegene Irrhain ist der Versammlungsort des Pegnesischen Blumenordens, einer seit 1644 bestehenden Sprach- und Literaturgesellschaft. Bei der ursprünglichen Anlage handelte es sich um einen irrgartenähnlichen Wald.

## Geschichte
Ursprünglich versammelte sich der Dichterkreis um Georg Philipp Harsdörffer und Johann Klaj, die den Blumenorden 1644 gegründet hatten, im sogenannten Poetenwäldchen bei der Weidenmühle, einer Halbinsel, die von einem Altwasser der Pegnitz gebildet wurde. Nachdem der Eigentümer des Grundstücks diesen Ort durch einen Zaun unzugänglich gemacht hatte, trafen sich die Mitglieder im Haus Zum halben Mond, das Andreas Ingolstätter gehörte.
Um wieder naturnahe Dichtung pflegen zu können, machte der Pfarrer von Kraftshof, Martin Limburger, dem seinerzeitigen Ordensoberhaupt Sigmund von Birken 1676 den Vorschlag, in einem verwilderten Eichenhain in der Nähe des Dorfes Kraftshof einen neuen Versammlungsort anzulegen. Limburger entwickelte das Konzept eines sprechenden Gartens, er verstand den „Irr-Wald“ als Symbol des „Welt-Irr-Waldes“, was dem zeitgenössischen pietistischen Geist entsprach. 1678 waren die Arbeiten abgeschlossen, 1681 bestätigte das Wald-Almosamt der Sebalder Stadtseite dem Blumenorden, dass er den „Irrhain“ zu ewigem Lehen erhalten habe.
Die ursprüngliche labyrinthische Idee wurde schließlich vollständig aufgegeben. 1796 wurde der Schlangengang wegen der zu aufwendigen Pflege aufgelassen, 1802 folgten weitere Vereinfachungen und 1878 wurde die Wegführung dergestalt verändert, dass ein Verirren nicht mehr möglich war.
In der Folgezeit wurde der Irrhain mehr und mehr ein Ort bloßer Traditionspflege. 1855 besuchte der bayerische König Maximilian II. das Irrhainfest des Ordens. Zum 250-jährigen Bestehen 1894 wurde das heute noch existierende Eingangsportal errichtet. 1944 wurde der Irrhain durch Kriegseinwirkungen beschädigt, verwilderte zeitweise und diente nur mehr privaten Zwecken.
Im Irrhain befinden sich Gedenksteine aus dem 18. und 19. Jahrhundert, die Ordensmitgliedern
gewidmet sind, zum Beispiel ein Obelisk für das Ehrenmitglied Christoph Martin Wieland. Von den ehemals mehr als dreißig an Bäumen angebrachten Gedenktafeln ist nur noch eine vorhanden. Nach 1996 wurden vier neue Tafeln hinzugefügt.
1992 wurde die Gesellschaftshütte wiedererrichtet. Alljährlich fand am ersten Sonntag im Juli das „Irrhainfest“ statt, bei dem auf der Naturbühne ein „Irrhainspiel“ aufgeführt wurde. Es wurden vorwiegend Stücke von Hans Sachs dargeboten.
Der Forstbetrieb Nürnberg teilte dem Verein im Mai 2008 mit, dass der Irrhain nicht mehr als Veranstaltungsort genutzt werden kann. Hintergrund ist der Schutz des Eremit-Käfers durch die Fauna-Flora-Habitat-Richtlinie der EU. Das Areal im Umgriff wurde als FFH-Gebiet Irrhain (WDPA: 555521543) Zum Schutz des Käfers darf weder Totholz entfernt noch Baumschnitt vorgenommen werden, was auch die Veranstaltung des Irrhainfestes ausschließt.

## Gestalt

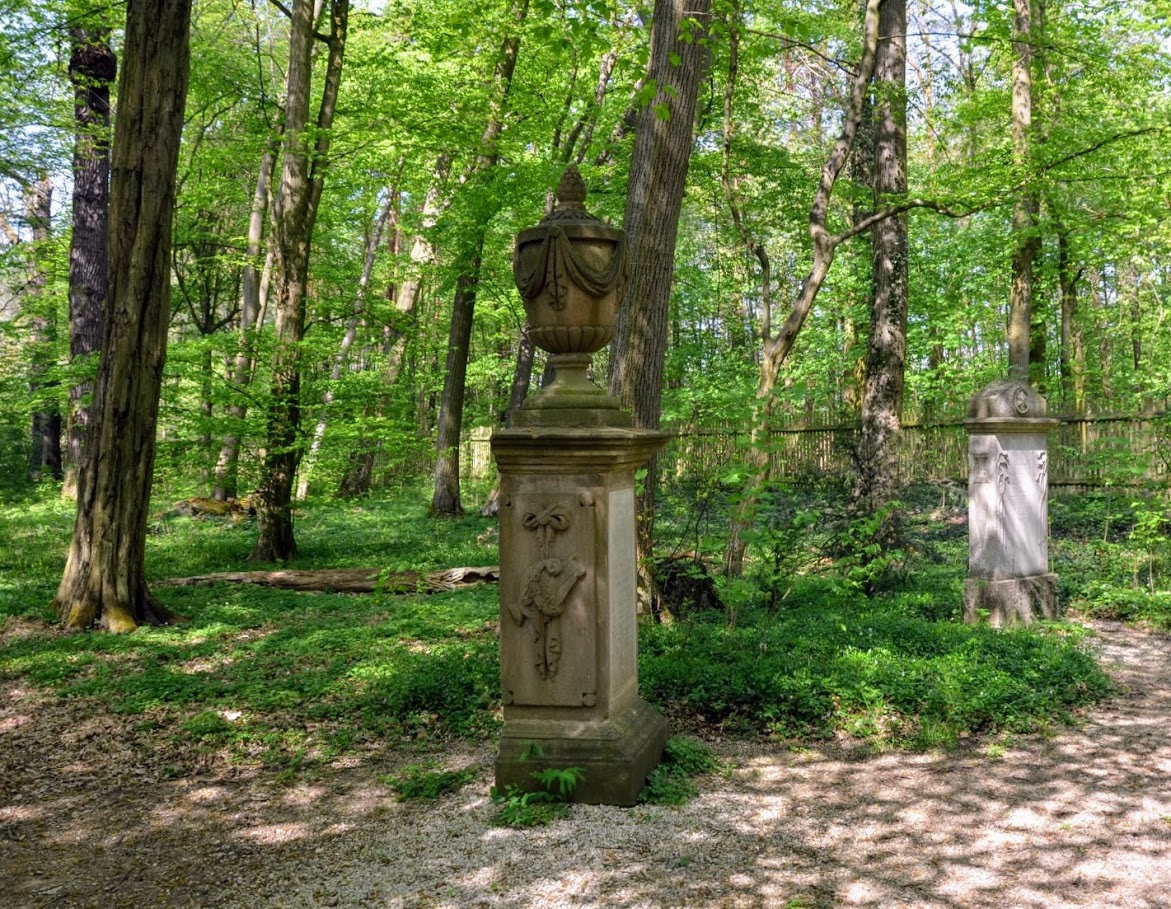
Gedenksteine im als Scheinfriedhof gestalteten Teil des Irrhains, 2018

Der Irrhain gliederte sich in mehrere Bereiche. Der größere Teil bestand aus einem unregelmäßigen Netz heckenflankierter Wege, dazwischen befanden sich Wiesenstücke. In einem anderen Abschnitt existierte ein vierfacher Zickzackweg, der als Schlangengang bezeichnet wurde. Ferner gab es den Irrwald, mit einem Scheinfriedhof und Gedenksteinen. Als Treffpunkte existierten mehrere Lauben und eine Gesellschaftshütte.